# Okręg wyborczy nr 65 do Senatu Rzeczypospolitej Polskiej
Okręg wyborczy nr 65 do Senatu Rzeczypospolitej Polskiej obejmuje obszar miast na prawach powiatu Gdańska i Sopotu (województwo pomorskie). Wybierany jest w nim 1 senator na zasadzie większości względnej.
Utworzony został w 2011 na podstawie Kodeksu wyborczego. Po raz pierwszy zorganizowano w nim wybory 9 października 2011. Wcześniej obszar okręgu nr 65 należał do okręgu nr 24.
Siedzibą okręgowej komisji wyborczej jest Gdańsk.

## Reprezentant okręgu
| Rok  | Rok  | Senator           | Komitet wyborczy                           |
| ---- | ---- | ----------------- | ------------------------------------------ |
|      | 2011 | Bogdan Borusewicz | Platforma Obywatelska RP                   |
| 2015 |      | Bogdan Borusewicz | Platforma Obywatelska RP                   |
|      | 2019 | Bogdan Borusewicz | KKW Koalicja Obywatelska PO .N iPL Zieloni |
| 2023 |      | Bogdan Borusewicz | KKW Koalicja Obywatelska PO .N iPL Zieloni |

## Wyniki wyborów
Symbolem „●” oznaczono senatora ubiegającego się o reelekcję.

### Wybory parlamentarne 2011
| Kandydat                                                                                      | Kandydat             | Komitet wyborczy                                     | Głosów  | Głosów | Głosów |
| Kandydat                                                                                      | Kandydat             | Komitet wyborczy                                     | Liczba  | %      | +/–    |
| --------------------------------------------------------------------------------------------- | -------------------- | ---------------------------------------------------- | ------- | ------ | ------ |
|                                                                                               | Bogdan Borusewicz ●  | Platforma Obywatelska RP                             | 147 909 | 62,49  | –      |
|                                                                                               | Andrzej Gwiazda      | Prawo i Sprawiedliwość                               | 62 603  | 26,45  | –      |
|                                                                                               | Jarosław Szczukowski | Sojusz Lewicy Demokratycznej                         | 20 149  | 8,51   | –      |
|                                                                                               | Wojciech Podjacki    | Ruch Patriotyczny (do 2023 Liga Obrony Suwerenności) | 6024    | 2,55   | –      |
| Frekwencja: 61,65% Liczba głosów ważnych: 236 685 (97,80%) Źródło: Państwowa Komisja Wyborcza |                      |                                                      |         |        |        |

● Bogdan Borusewicz reprezentował w Senacie VII kadencji (2007–2011) okręg nr 24.

### Wybory parlamentarne 2015
| Kandydat                                                                                      | Kandydat                 | Komitet wyborczy                             | Głosów  | Głosów | Głosów |
| Kandydat                                                                                      | Kandydat                 | Komitet wyborczy                             | Liczba  | %      | +/–    |
| --------------------------------------------------------------------------------------------- | ------------------------ | -------------------------------------------- | ------- | ------ | ------ |
|                                                                                               | Bogdan Borusewicz ●      | Platforma Obywatelska RP                     | 122 543 | 53,03  | –10,46 |
|                                                                                               | Andrzej Stepnowski       | Prawo i Sprawiedliwość                       | 76 651  | 33,17  | +6,72  |
|                                                                                               | Krzysztof Andruszkiewicz | KKW Zjednoczona Lewica SLD+TR+PPS+UP+Zieloni | 31 896  | 13,80  | +5,29  |
| Frekwencja: 61,45% Liczba głosów ważnych: 231 090 (96,73%) Źródło: Państwowa Komisja Wyborcza |                          |                                              |         |        |        |

### Wybory parlamentarne 2019
| Kandydat                                                                                      | Kandydat            | Komitet wyborczy                           | Głosów  | Głosów | Głosów |
| Kandydat                                                                                      | Kandydat            | Komitet wyborczy                           | Liczba  | %      | +/–    |
| --------------------------------------------------------------------------------------------- | ------------------- | ------------------------------------------ | ------- | ------ | ------ |
|                                                                                               | Bogdan Borusewicz ● | KKW Koalicja Obywatelska PO .N iPL Zieloni | 195 056 | 70,45  | +17,42 |
|                                                                                               | Anna Gwiazda        | Prawo i Sprawiedliwość                     | 81 811  | 29,55  | –3,62  |
| Frekwencja: 72,68% Liczba głosów ważnych: 276 867 (97,18%) Źródło: Państwowa Komisja Wyborcza |                     |                                            |         |        |        |

### Wybory parlamentarne 2023
| Kandydat                                                                                      | Kandydat            | Komitet wyborczy                           | Głosów  | Głosów | Głosów |
| Kandydat                                                                                      | Kandydat            | Komitet wyborczy                           | Liczba  | %      | +/–    |
| --------------------------------------------------------------------------------------------- | ------------------- | ------------------------------------------ | ------- | ------ | ------ |
|                                                                                               | Bogdan Borusewicz ● | KKW Koalicja Obywatelska PO .N iPL Zieloni | 223 227 | 70,12  | –0,33  |
|                                                                                               | Hubert Grzegorczyk  | Prawo i Sprawiedliwość                     | 67 823  | 21,31  | –8,24  |
|                                                                                               | Artur Szostak       | Polska Partia Piratów                      | 27 286  | 8,57   | –      |
| Frekwencja: 81,42% Liczba głosów ważnych: 318 336 (98,35%) Źródło: Państwowa Komisja Wyborcza |                     |                                            |         |        |        |